# Eutomopepla annulipes
Eutomopepla annulipes là một loài bướm đêm trong họ Geometridae.